# Sucha Woda Gąsienicowa
Die Sucha Woda Gąsienicowa ist ein rund dreizehn Kilometer langer Bergfluss in den Tälern Dolina Gąsienicowa und Dolina Suchej Wody Gąsienicowej in der Woiwodschaft Kleinpolen in Polen. Er hat den Charakter eines Hochgebirgsflusses.

## Geografie
Der Fluss hat seine Quelle im Bergsee Zielony Staw Gąsienicowy, durchfließt das Tal Dolina Gąsienicowa sowie Dolina Suchej Wody Gąsienicowej und vereinigt sich mit dem den Gebirgsfluss Filipczański Potok zum Fluss Sucha Woda in der Hohen Tatra. Fast der ganze Flusslauf befindet sich im Tatra-Nationalpark, er bildet die Grenze zwischen Hoher Tatra und Westtatra.

## Name
Der Name lässt sich als „Suchabach“ oder wörtlich „Trockenwasserbach“ übersetzen.

## Flora und Fauna
Das Wasser der Sucha Woda Gąsienicowa ist sauber, im Fluss leben Regenbogenforelle, Forelle, Äsche, Groppe und Elritze. Der Fluss fließt zunächst über der Baumgrenze und ist später von dichten Fichtenwäldern umgeben.

## Tourismus
Der Fluss ist über zahlreiche Wanderwege zugängig.

## Flussverlauf

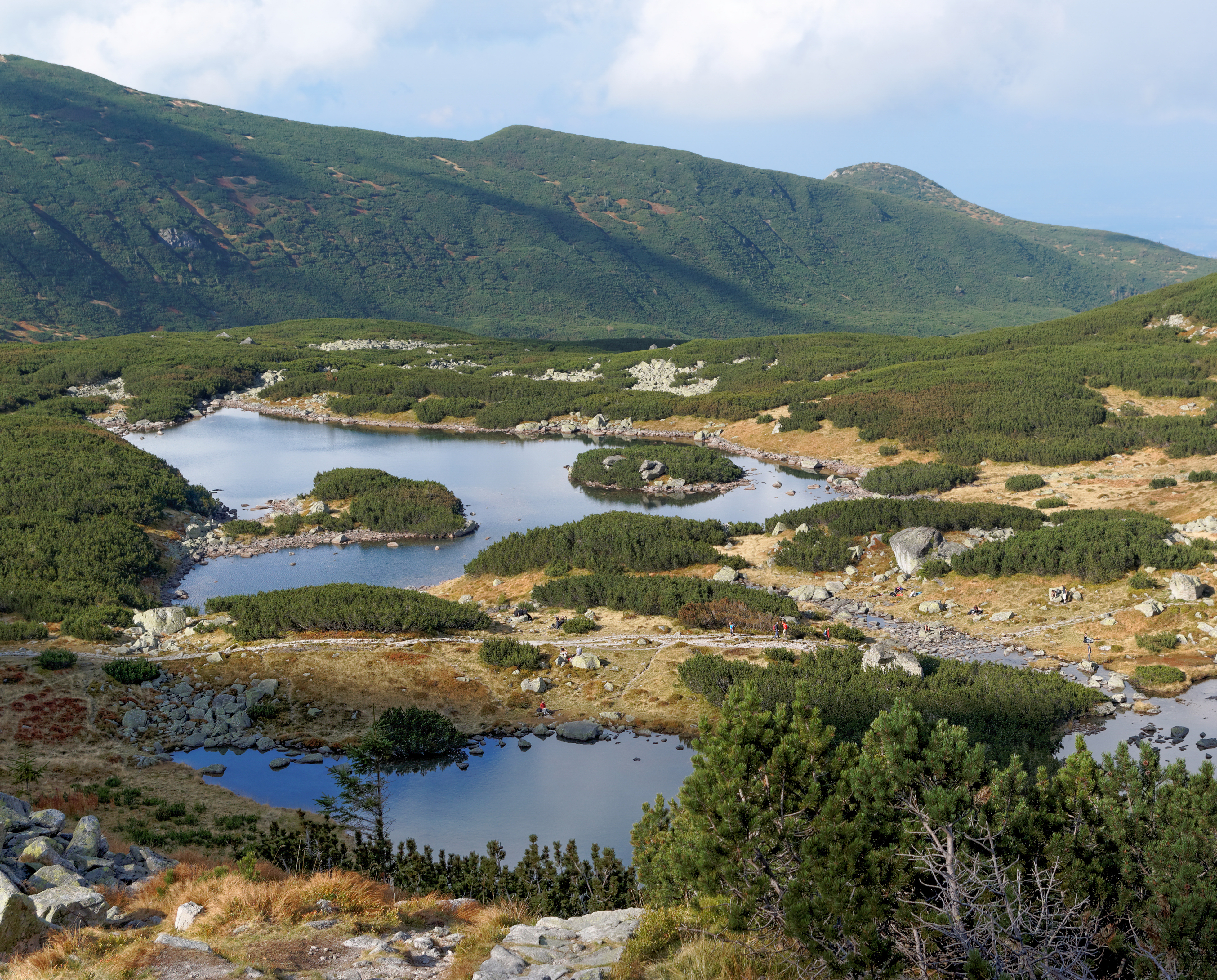
Oberlauf
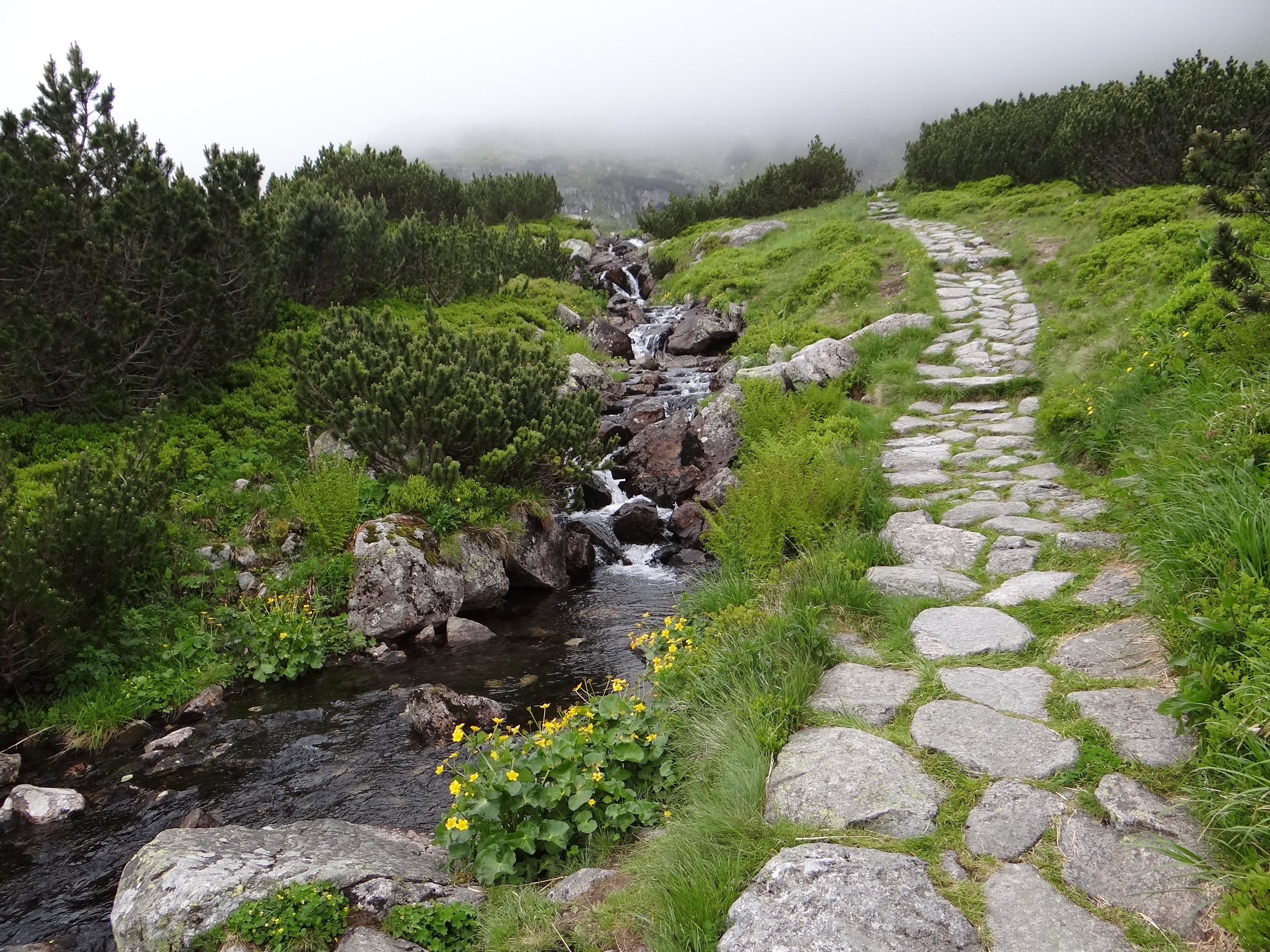
Oberlauf
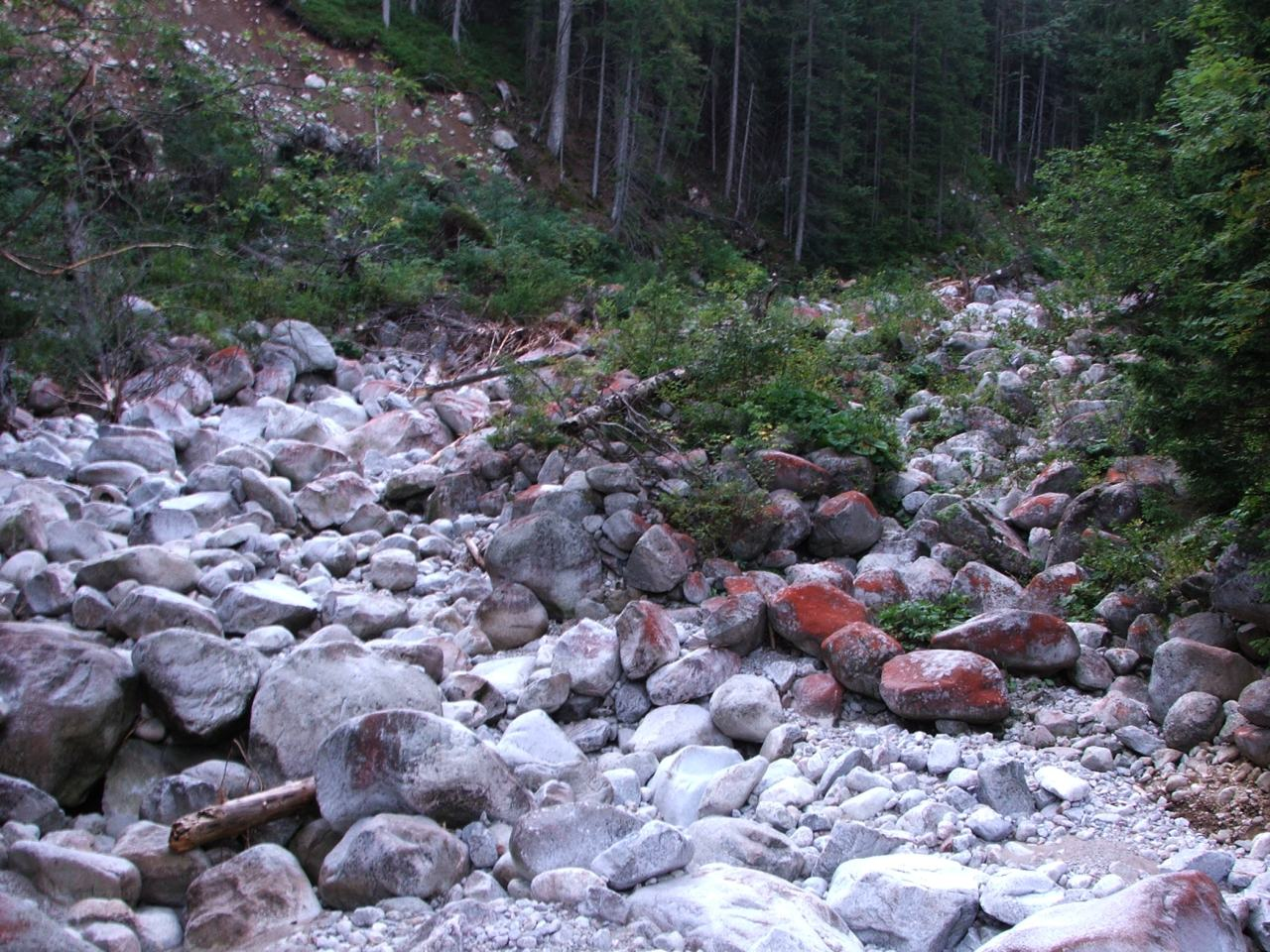
Unterlauf
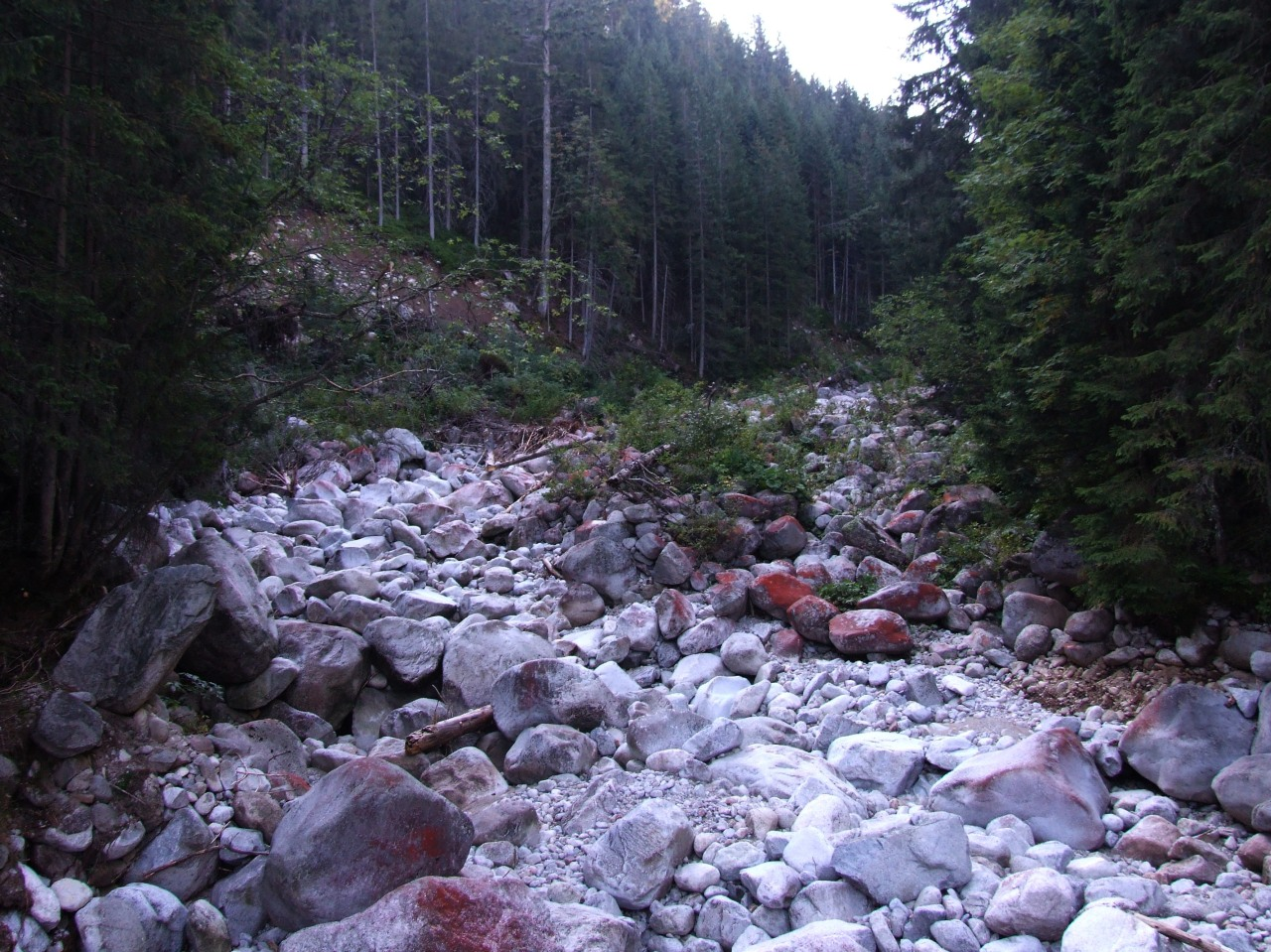
Unterlauf